# Trmalova tvrz
Trmalova tvrz je místní označení zbytků tvrze v obci Toušice v okrese Kolín ve Středočeském kraji.

## Historie a stavební vývoj
Tvrz v Toušicích byla postavena pravděpodobně v první polovině 14. století. Písemně je doložena až v roce 1519, kdy Bohuslav Trmal prodal tvrz a dvůr městu Kouřim. Město nemělo pro tvrz využití, proto chátrala a při konfiskaci kouřimského majetku Ferdinandem I. roku 1547 je uvedena jako pustá. Později Toušice získal v roce 1554 Jiří Hostačovský z Petrovic, který nechal tvrz opravit a usadil se na ní. V roce 1582 Toušice koupil Zdislav Říčanský z Říčan a tvrz byla definitivně opuštěna. August Sedláček hovoří o tvrzi jako bývalé („ves Toužice, v nichž se za starých dob tvrz nacházela“).
Stála na ostrožně vzniklé vylámáním hlubokého příkopu ve skalním podloží na severní straně. Na západní straně strmý skalní svah prudce padá k Vavřineckému potoku, který tvořil přirozenou ochranu tvrziště i na jižní straně. Do příkopu mohla být v případě nebezpečí svedena voda z potoka, ostrožna se stala ostrovem a tvrz tak mohla být plně obklopena vodou. Vlastní protáhlé tvrziště mělo rozměry asi 18 × 8 m. Další zbytky zástavby na vnitřní ploše tvrziště již patrné nejsou. Vzhledem k rozměrům staveniště a analogií podobných zemanských sídel lze předpokládat, že tvrz snad tvořila jediná stavba palácového typu.
K narušení tvrziště (celé jeho západní části) došlo v 18. století, kdy byla odlámána skála na stavbu kamenného barokního mostu. Dodnes se zachovala pouze 12 m dlouhá zeď z obytné obdélné kamenné budovy na východní straně a zalomený roh hradební zdi na venkovní straně severovýchodního nároží příkopu. Patrná je i stopa po přepažovací hrázi na severní straně. Dnes se zbytky tvrze nacházejí mimo jádro obce, severozápadně od středu vsi, naproti bývalému mlýnu. Původní terénní situaci na východní straně již nelze pro stavbu mladšího barokního mostu rozeznat. 
Zbytky tvrze nejsou památkově chráněny.

## Archeologický průzkum
Archeologický průzkum se zde prováděl několikrát, naposledy v roce 2004, ale nepodařilo se zajistit žádné nálezy (keramika atd.), které by umožňovaly přesnější stanovení doby vzniku vlastní tvrze. Ke tvrzi náleželo též hospodářské zázemí, které se nacházelo na jihozápadní straně.

## Památky v blízkosti Toušické tvrze
V blízkosti tvrze, na východní straně, na místě bývalého brodu, se dnes nachází barokní kamenný most přes tzv. Toušické prahy potoka Vavřince, někdy též zvaného Výrovka, nebo Kouřimka, pocházející z druhé poloviny 17. století a uváděný na vojenských mapách od 18. století. Toušický most je zapsán do Ústředního seznamu nemovitých kulturních památek pod č. 45927/2-3464. Má pět oblouků, jeho pilíře jsou založeny přímo na skalním prahu a na návodní straně jsou zpevněny břity. Most je postaven z místní ruly a není vyloučeno, že na jeho stavbu byl použit i stavební materiál pocházející z původní rozpadající se tvrze. V minulosti vedla kolem zbytků bývalé tvrze a kolem novějšího barokního mostu 5,5 km dlouhá naučná stezka ze Zásmuk do Kouřimi.